# Чангђи
Чангђи (昌吉) град је Кини у покрајини Синкјанг. Према процени из 2009. у граду је живело 236.367 становника.

## Становништво
Према процени, у граду је 2009. живело 236.367 становника.
| 1990.  | 2000.   | 2009    |
| ------ | ------- | ------- |
| 92.554 | 156.495 | 236.367 |